# Siegfried Rischar

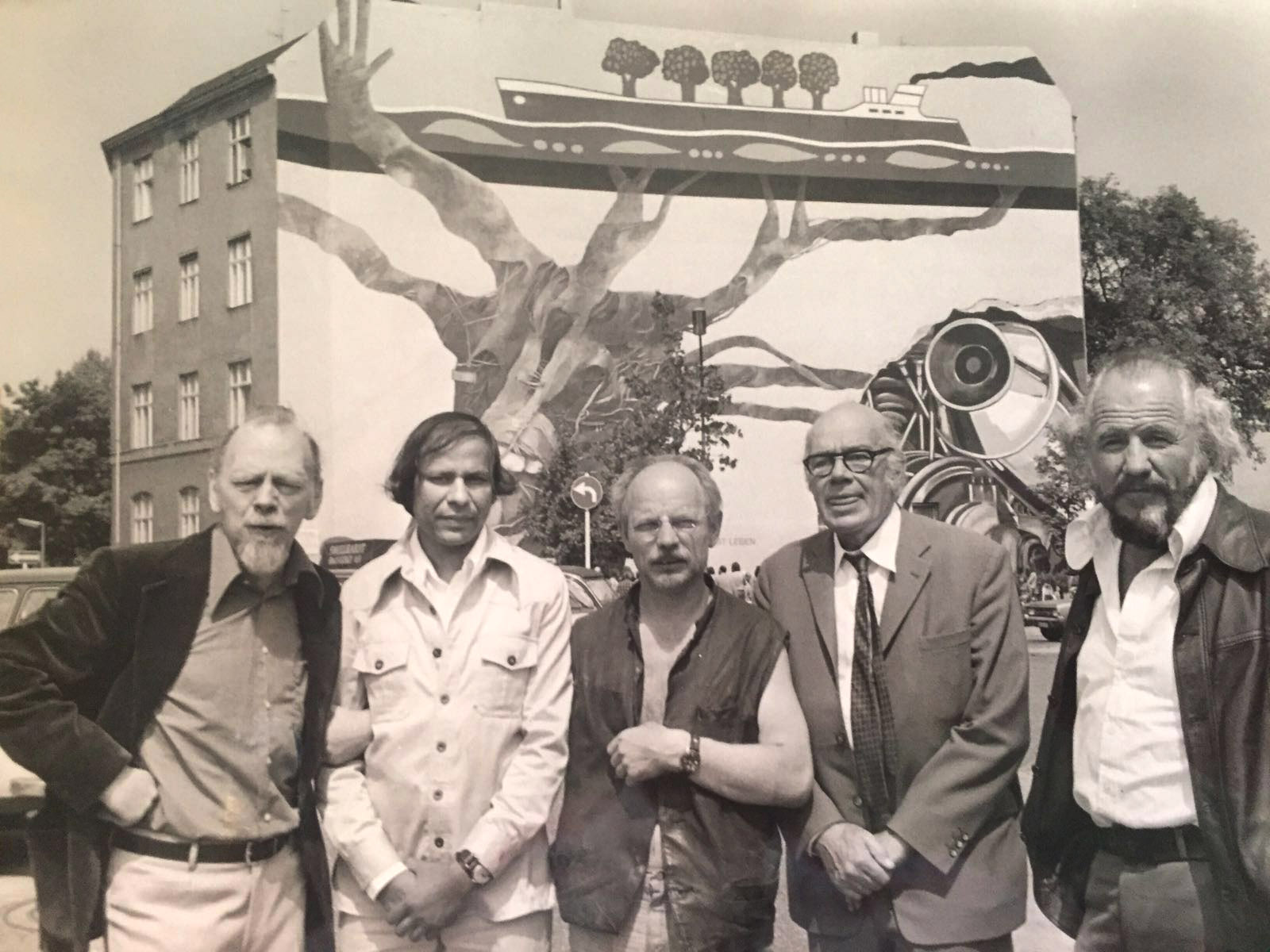
(von links nach rechts:) Fritz Köthe, Niranda Jain, Ben Wagin, Peter Jansen und Siegfried Rischar am S-Bahnhof Tiergarten

Siegfried Rischar (* 22. August 1924 in Aschaffenburg; † 9. Oktober 2009 ebenda) war ein deutscher Maler und Grafiker.

## Leben
Siegfried Rischar wurde 1924 als zweitjüngstes von vier Kindern in Aschaffenburg geboren. Mit vier Jahren verlor er seinen Vater. Seine Zeichenbegabung war schon in der Grundschule aufgefallen. Im Zweiten Weltkrieg von 1941 bis 1945 tat Rischar Dienst in der Kriegsmarine. Dort führte er u. a. das Tagebuch des Kapitäns, das er dabei auch um Zeichnungen bereicherte. Während des Krieges hatte Rischar die Gelegenheit als Gaststudent die Zeichenschule von Riga und Gotenhafen zu besuchen. Nach dem Krieg geriet er in Kriegsgefangenschaft. Ab 1948 studierte er Malerei bei Wilhelm Heise an der Hochschule für bildende Künste in Frankfurt/Main, musste dieses Studium aber aus wirtschaftlicher Not abbrechen und arbeitete zunächst als Graphiker und Chefdekorateur in einem Aschaffenburger Kaufhaus. Ab 1958 konnte er seinen Traum als freischaffender Maler und Grafiker zu leben, verwirklichen. Die Erlebnisse seiner Studienreisen in die USA sowie nach Indien, Kanada, Alaska, Griechenland, Italien und Jugoslawien verarbeitete er in vielen seiner Werke, die er bei Ausstellungen in New York, Montreal, Neu-Delhi sowie in vielen Galerien und öffentlichen Einrichtungen in Deutschland der Öffentlichkeit präsentierte. Einen breiten Raum nehmen in seinem Schaffen die Auftragsarbeiten an und in weltlichen und kirchlichen Gebäuden ein, Fassadenbilder und Wandfriese, die nicht zuletzt dazu dienten, ihm in schwierigen Zeiten eine Existenzgrundlage zu sichern.

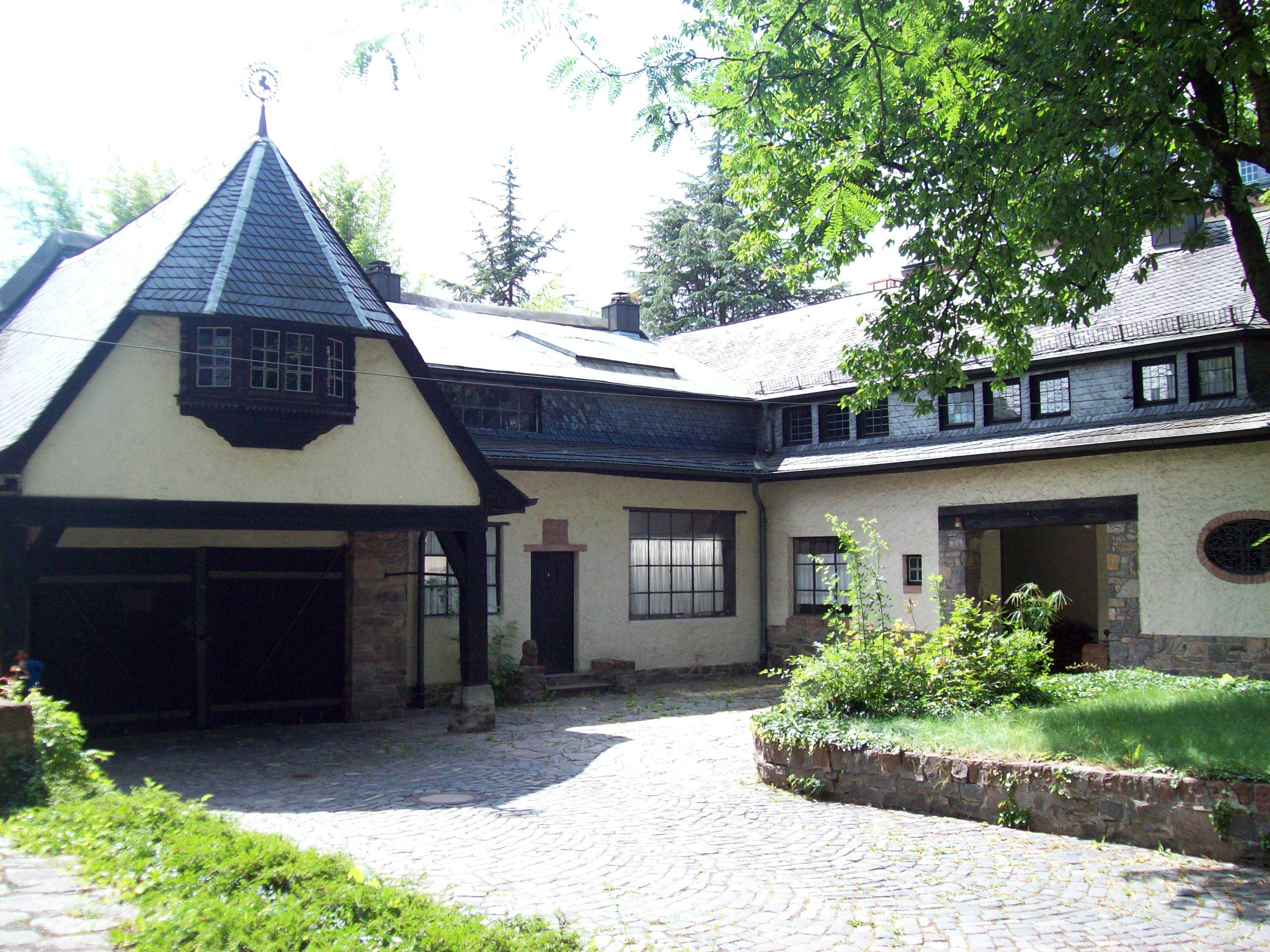
Atelierhaus, Grünewaldstraße 20

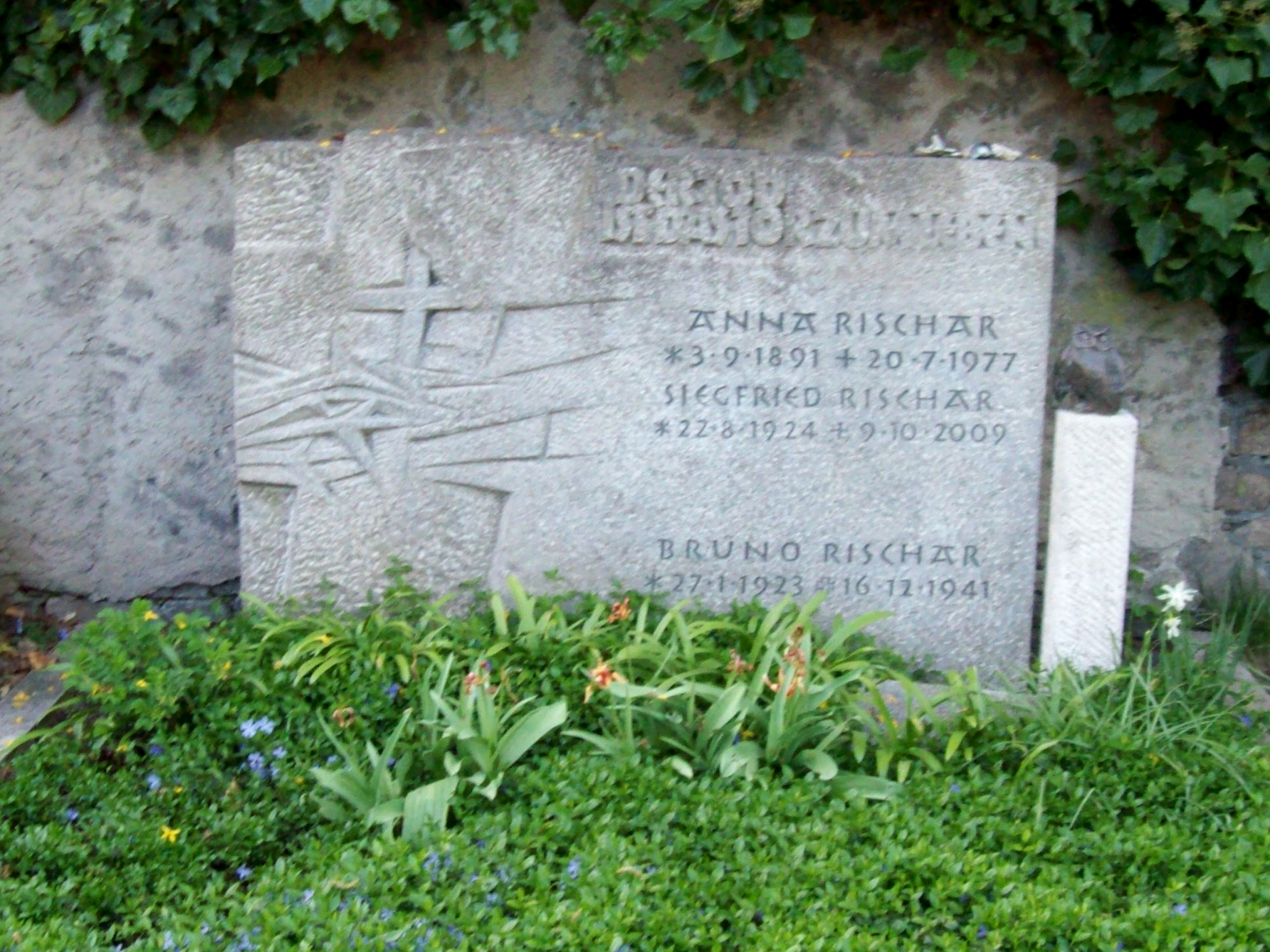
Grabstätte im Aschaffenburger Altstadtfriedhof

Rischar lebte bis zu seinem Lebensende in Aschaffenburg (Strietwald) und hatte sein Atelier in einem von dem Aschaffenburger Industriellen Anton Gentil für seinen Sohn, den Bildhauer Otto Gentil, in der Grünewaldstraße gebauten Atelierhaus. Sein künstlerischer Nachlass wird von der Siegfried Rischar-Stiftung verwaltet.

## Werk
Siegfried Rischar wurde in der Kunstwelt hauptsächlich als Zeichner wahrgenommen, der von frühen Wachskreide- über Bleistift- bis zu Farbstiftzeichnungen phantastische Allegorien schuf, für die eine klare Linienführung und eine feine Strukturierung der Fläche charakteristisch sind. Sein Werk ist motivisch wie stilistisch vom Symbolismus und Jugendstil beeinflusst und entwickelte sich zu einer persönlichen Ausprägung des Surrealismus. Die Bilder wurden oft an literarischen und mythologischen oder musikalischen Vorgaben ausgerichtet und stellen mit akribischer Genauigkeit menschliche Körper dar, aber nur Körperteile, vornehmlich Hände, Haare, Zähne, seltener ganze Gesichter, fratzenhaft verzerrt oder in überirdischer Schönheit, und zumeist eingebettet in Landschaftsfragmente. Sie erinnern an Traumsequenzen bzw. an Albträume; denn sie strahlen eine unterschwellige Bedrohlichkeit aus, etwas Dämonisches oder Verstörendes. Gliedmaßen und ihre Gesten drücken psychische Vorgänge und Befindlichkeiten wie Aggression, Angst, Gier und Lust aus. Selbst scheinbar reine Landschaftsmalerei wird dadurch verfremdet, dass beispielsweise eine riesige Hand sich besitzergreifend über den Hügel streckt. Man hat in manchem eine gesellschaftspolitische Anklage entdeckt und dies als „kritischen Surrealismus“ apostrophiert. Vielleicht zutreffender mag man hierin einen Ausdruck höchstpersönlicher Obsessionen und Leiden erkennen und sich, unter Verzicht auf die sozialkritische Konnotation, mit der Zuordnung zum phantastischen Realismus begnügen.
Daneben gibt es aber noch den anderen Rischar, dessen künstlerischer Stellenwert in der Fachwelt der 1980er Jahre als ein „Sich-Durchmalen durch Spätimpressionismus und Expressionismus“ abgetan wurde. Hier geht es um Kompositionen, die keine verborgenen Botschaften oder Phobien zu enträtseln geben, sondern im freien Spiel mit Form und Farbe Harmonie und Dynamik bildhaft auszudrücken vermögen. Es handelt sich um Werke aus der frühen und mittleren Schaffensperiode, die, von Landschafts- und Naturmotiven ausgehend, diese zu farblich meisterhaft aufeinander abgestimmten und subtil durchstrukturierten Formen und Flächen unterschiedlichen Abstraktionsgrades verarbeiten und so im Grenz- und Übergangsbereich zwischen Landschaftsexpressionismus und abstraktem Expressionismus Maßstäbe setzen.
Rischars letztes Schaffensjahrzehnt verknüpft die beiden Entwicklungsstränge und setzt damit nochmals neue Akzente. Die Bilder werden farbiger, der Stil abstrakter, die Aussage ernsthafter, ihr Gegenstand ist sowohl seine kleine, persönliche („Requiem für meinen Sohn“ 2001) als auch die große, politische Welt („Inferno“ 2003).
Rischars Signatur ist im Frühwerk das erweiterte Monogramm „S.Ri.“, später immer häufiger mit ausgeschriebenem Nachnamen, in Schreibschrift oder in Großbuchstaben, und zumeist mit (überwiegend abgekürzter) Jahresdatierung. Es gibt auch unsignierte Bilder.

## Bilder und Friese (Auswahl)

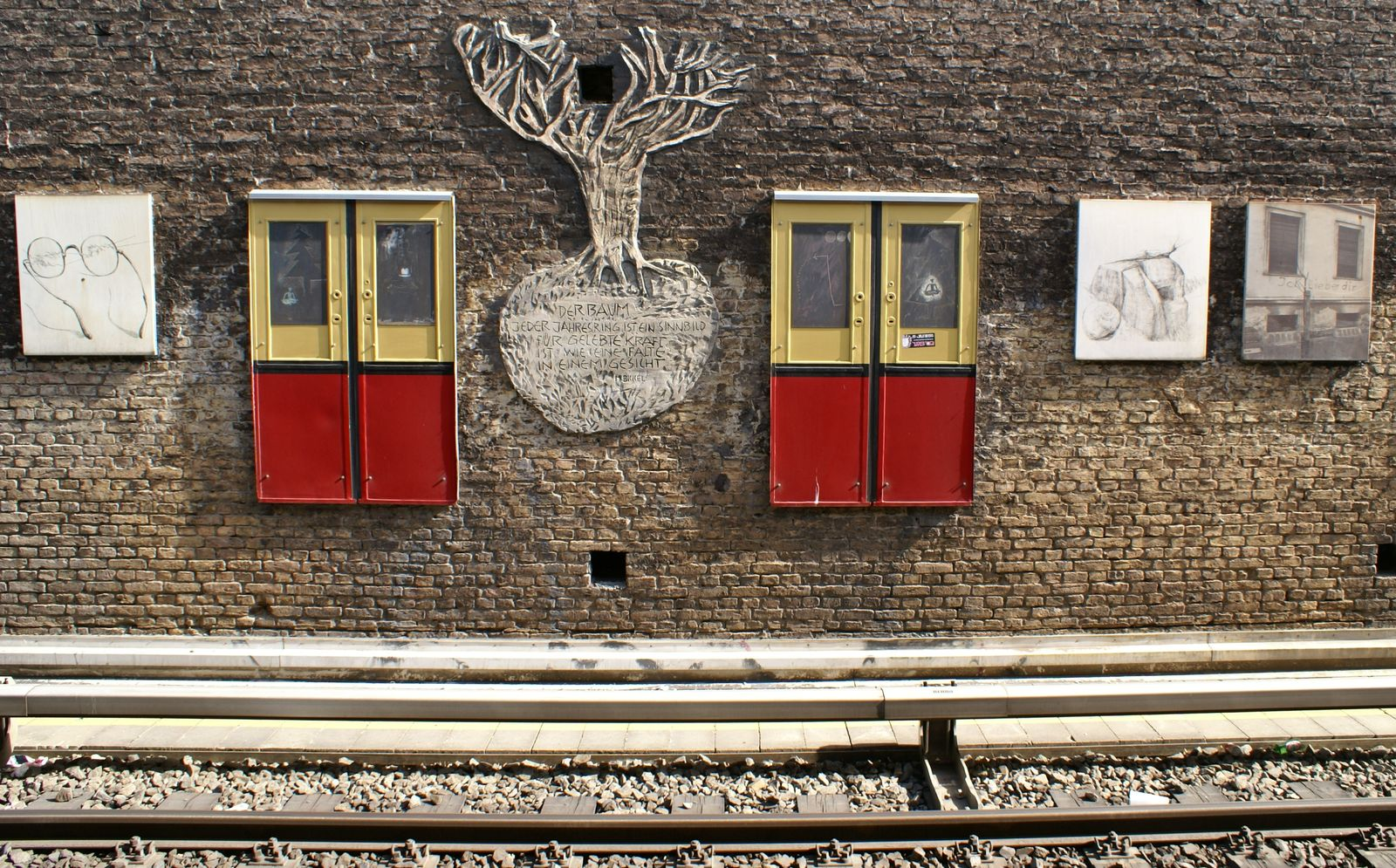
"Werden, Sein, Vergehen" im Berliner S-Bahnhof Savignyplatz

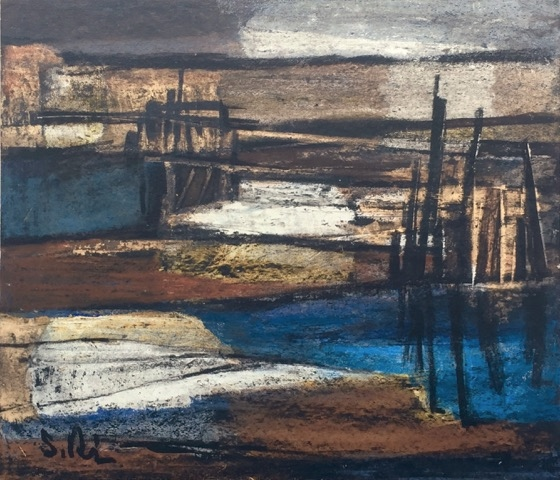
Im Wattenmeer, Wachsschabtechnik, 1960er Jahre

- 1964: Im Ellenbogen Sylt, geschaffen in Wachsschabetechnik. Erkennbar beim ersten Betrachten ist die Landschaft des Sylter Ellenbogens. Durch Änderung des Betrachtungswinkels und einem Vertiefen in das Bild wird eine liegende Frau mit spitzem Hut und weißem Kleid sichtbar.[11]
- 1966: Das weiße Kleid. Es symbolisiert die Ohnmacht bei unheilbaren Krankheiten und gleichzeitige Distanz der Ärzte gegenüber Patienten durch die Darstellung als kopflose Figur mit Händen in Abwehrhaltung. Im aufgeschnittenen Hals ist ein Gesicht zu erkennen.[12]
- 1967: Gestaltung des Kreuzweges in der Wallfahrtskirche Hessenthal. Dazu veröffentlichte Stefan Kardinal Wyszynski einen erklärenden Text unter dem Titel Kreuzweg der polnischen Bischöfe.[13]
- 1975: Fassadenbild zusammen mit Ben Wagin Der Weltbaum I im Berliner Tiergartenviertel, 2018 überdeckt, 2018 Nachempfindung in Berlin-Moabit, Lehrter Straße 27–30
- 1982–1983: Die Winterreise (Zeichnungen), erschienen 1984 bei Edition ars viva !
- 1984–1987: Wandfriese Goethes Faust II für die Landeszentralbank Hessen
- 1986: Fassadenbild Werden, Sein, Vergehen im Berliner S-Bahnhof Savignyplatz
- 1986–1989: Bilderzyklus Faust II

## Ehrungen/Preise
- 2001 Kulturpreis der Stadt Aschaffenburg[14]
- 2008 Kunstpreis der Lions Clubs aus München[15][16]

## Literatur

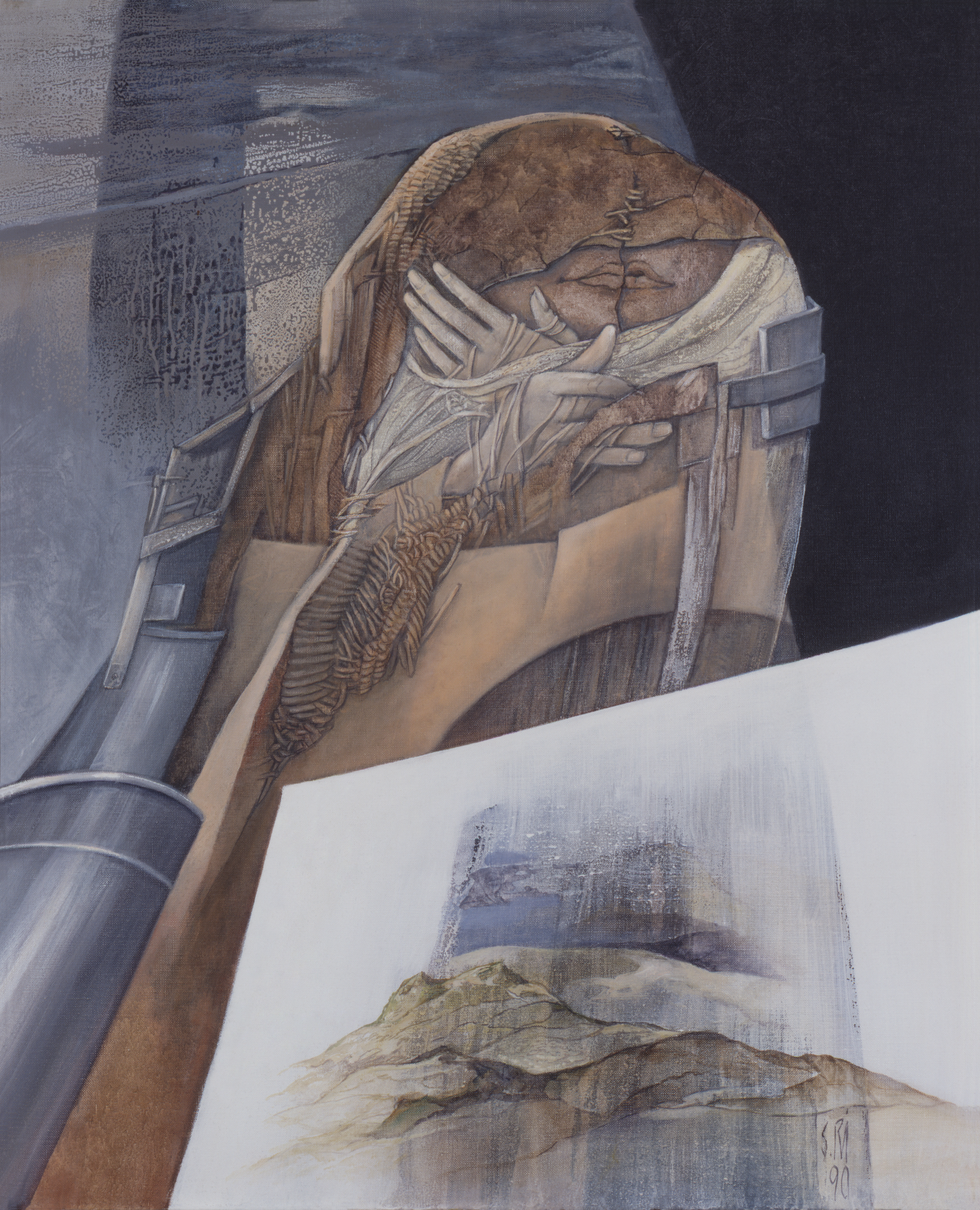
Glückliche Tage, Öl auf Leinwand, 1990

## Weblinks

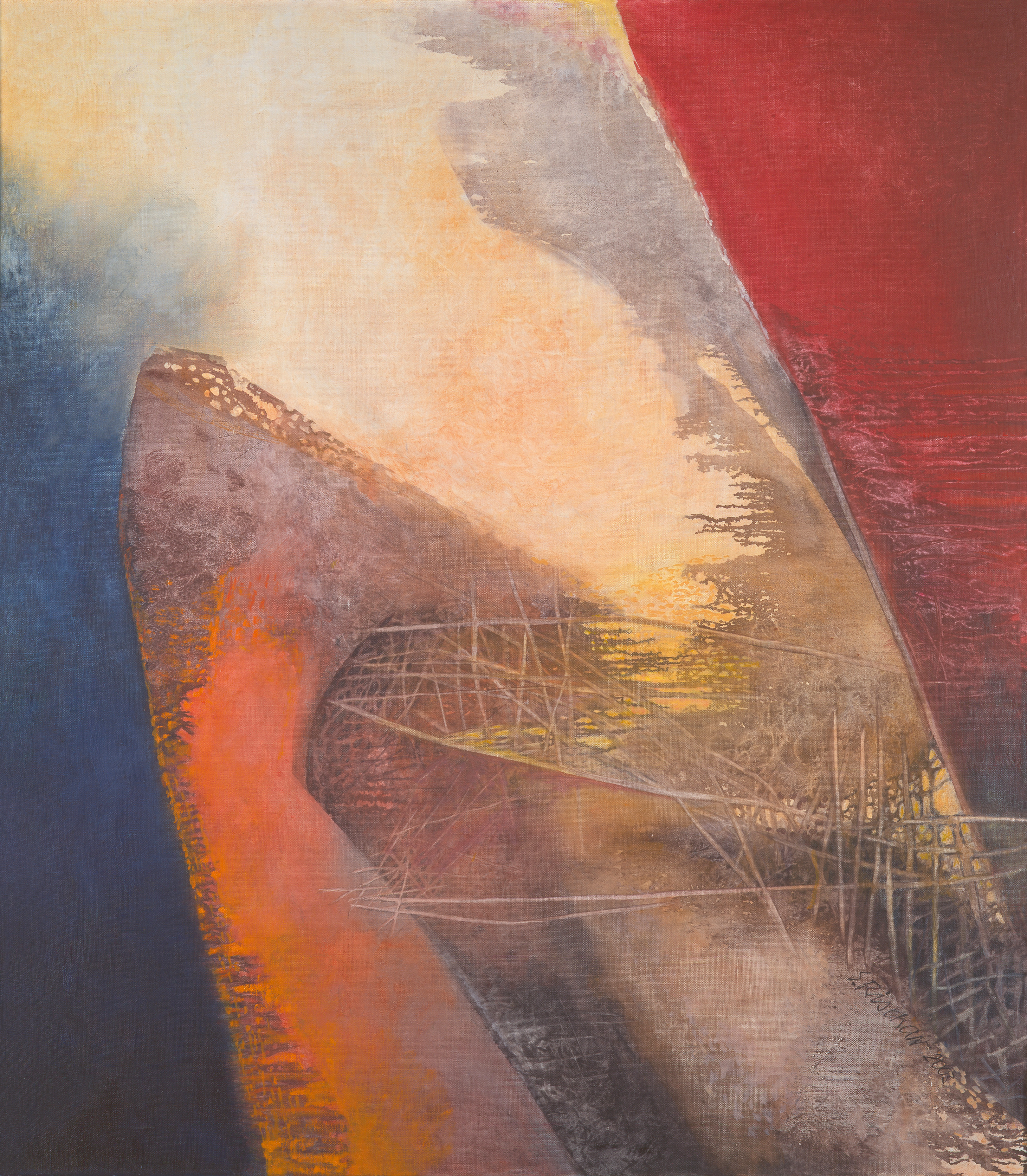
Inferno 2003, Öl auf Leinwand, 2003